# Замковий камінь

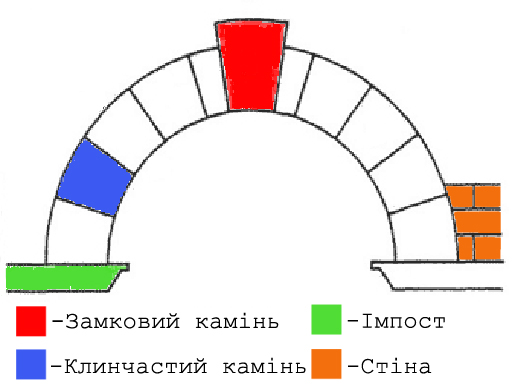
Структура арки. Замковий камінь виділений червоним кольором

Замко́вий камінь, замок або ключ — клиноподібний або пірамідальний елемент кладки у вершині склепіння, арки чи плоскої перемички, укладається останнім і замикає (завершує) їх, після чого вони витримують навантаження. Замковий камінь витримує стискальні сили, завдяки цим силам і своїй формі не може випасти вниз. Часто виступає з площини арки, виділяється розмірами, має орнаментальну або скульптурну обробку, і цим виконує також декоративну функцію, служить прикрасою арок і навіть плоских перемичок.
Замковий камінь укладається останнім при зведенні арки, тому має символічне значення. Замковий камінь є емблемою Пенсільванії, оскільки цей штат був останньою, тринадцятою колонією, що проголосувала за незалежність північноамериканських колоній.

## Галерея

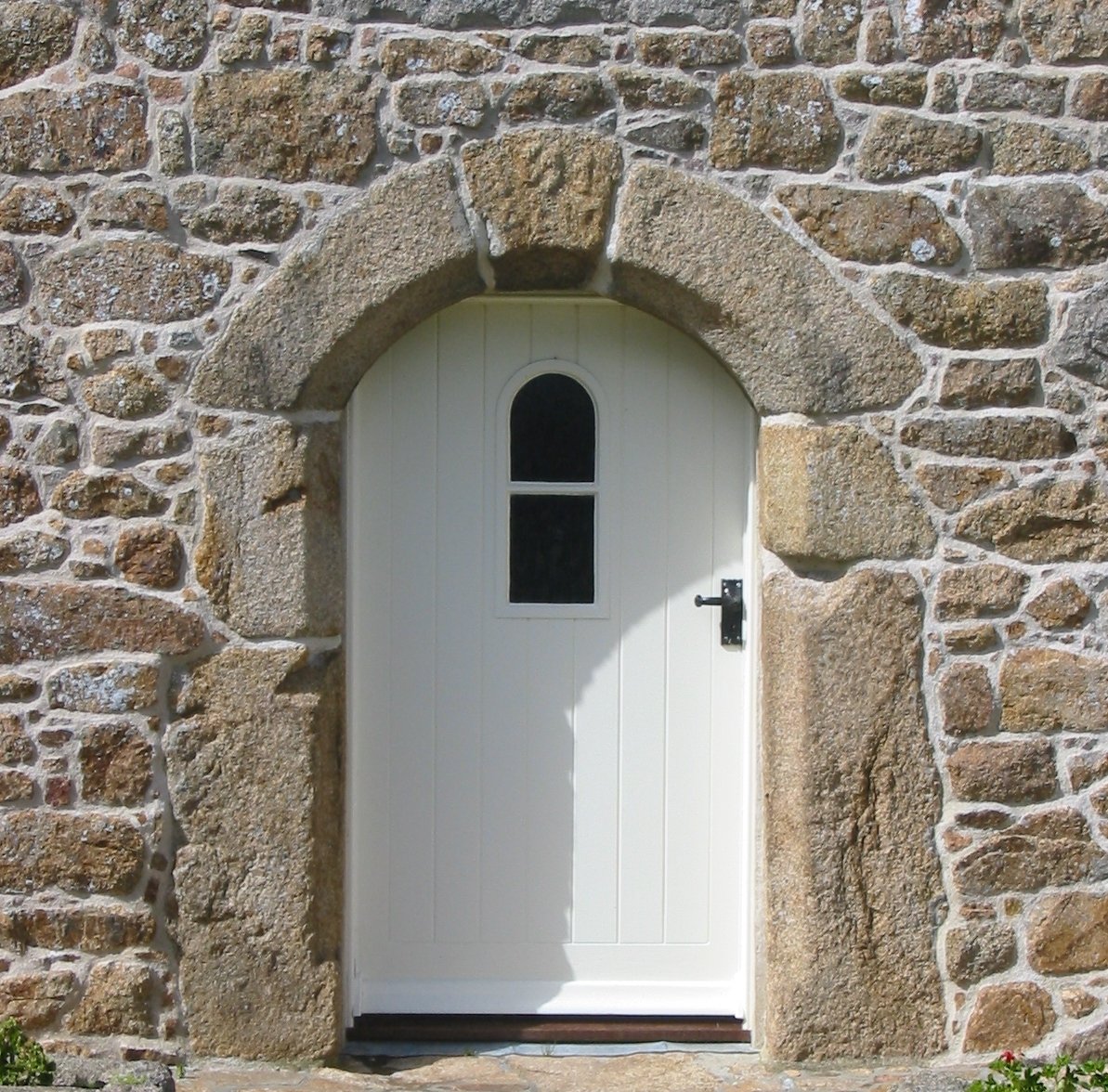
Арка дверей із замковим каменем. Сент-Оуен, острів Джерсі
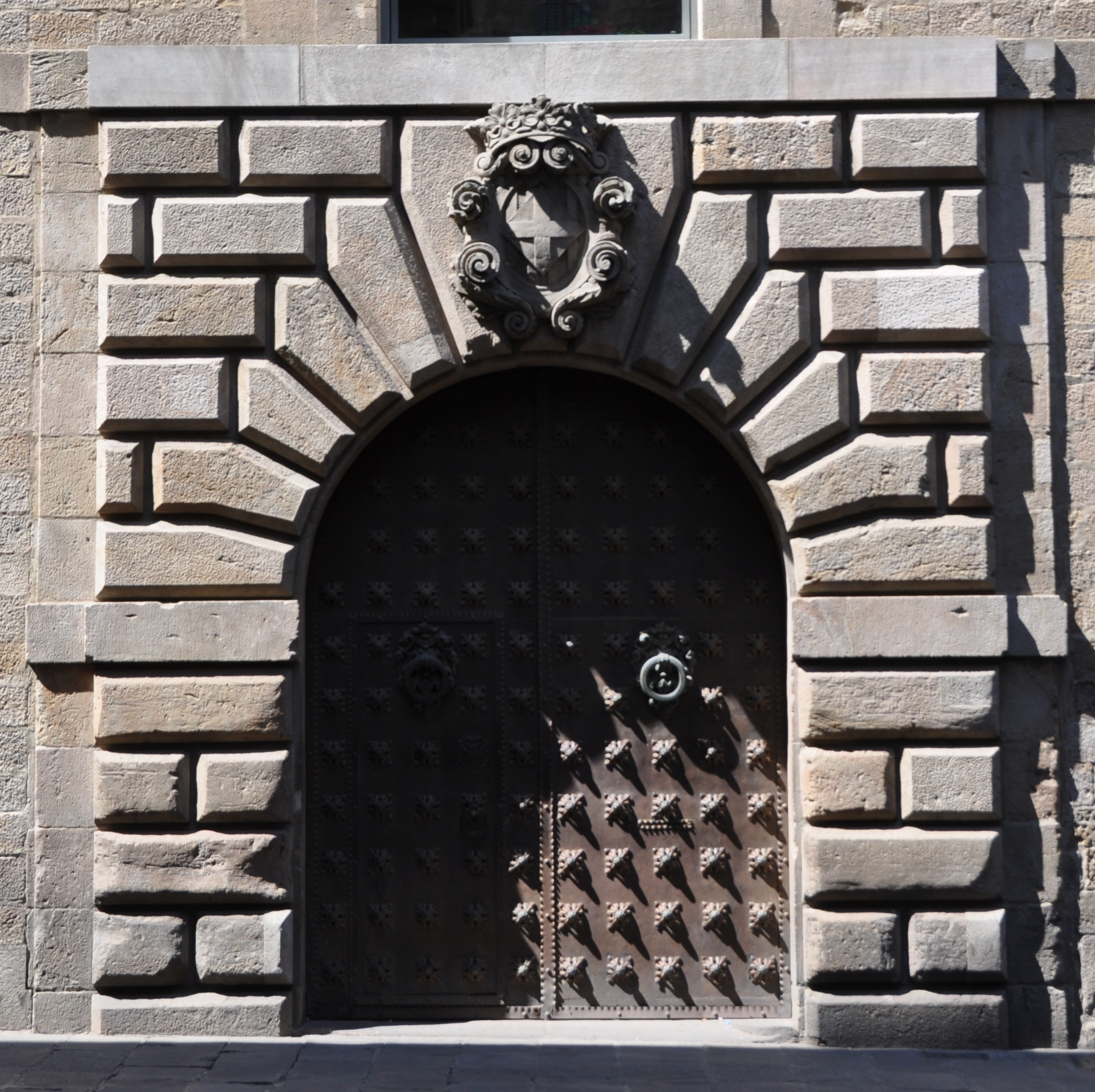
Замковий камінь, сильно збільшений та оздоблений гербом
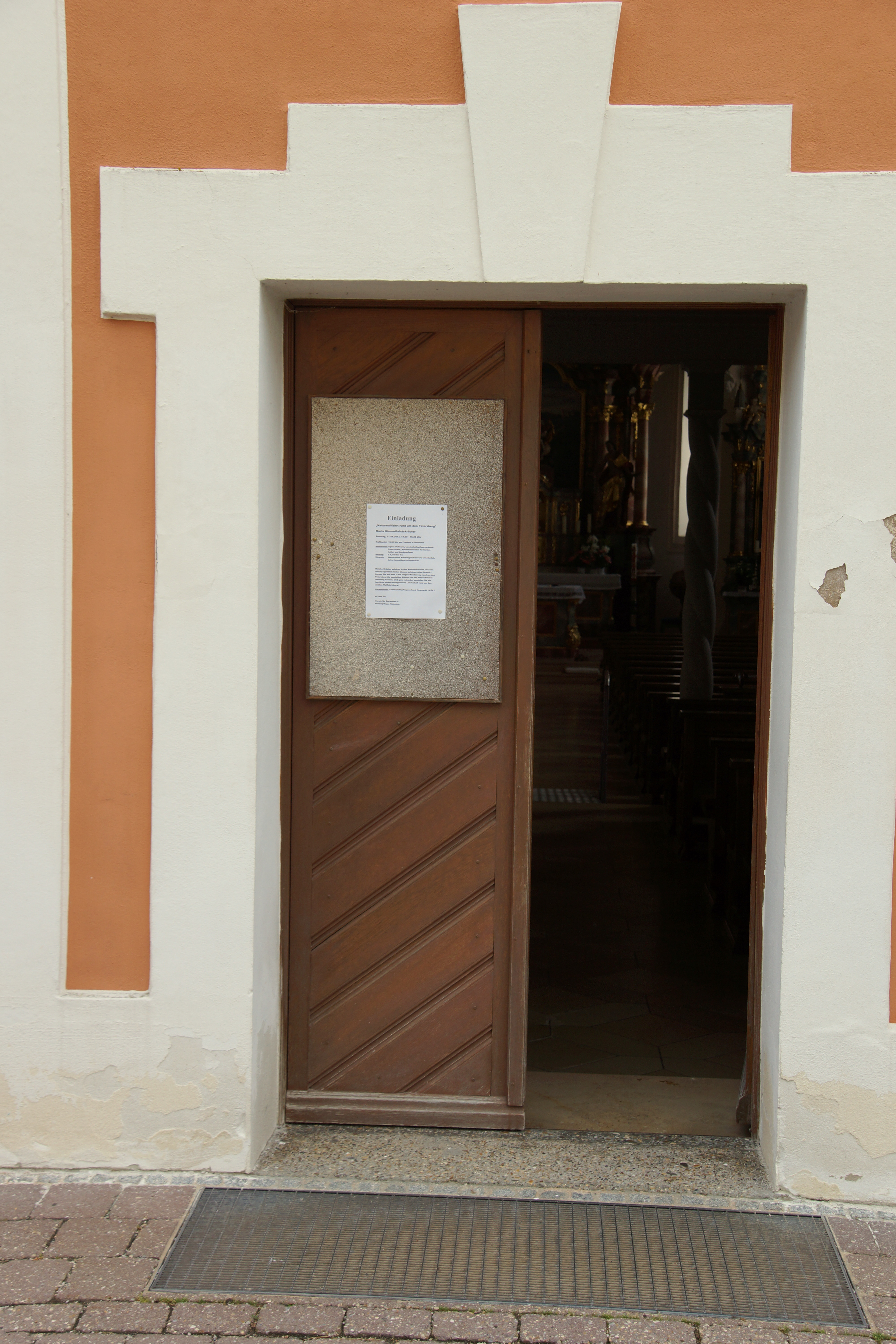
Замковий камінь як декоративний елемент на пласкій перемичці
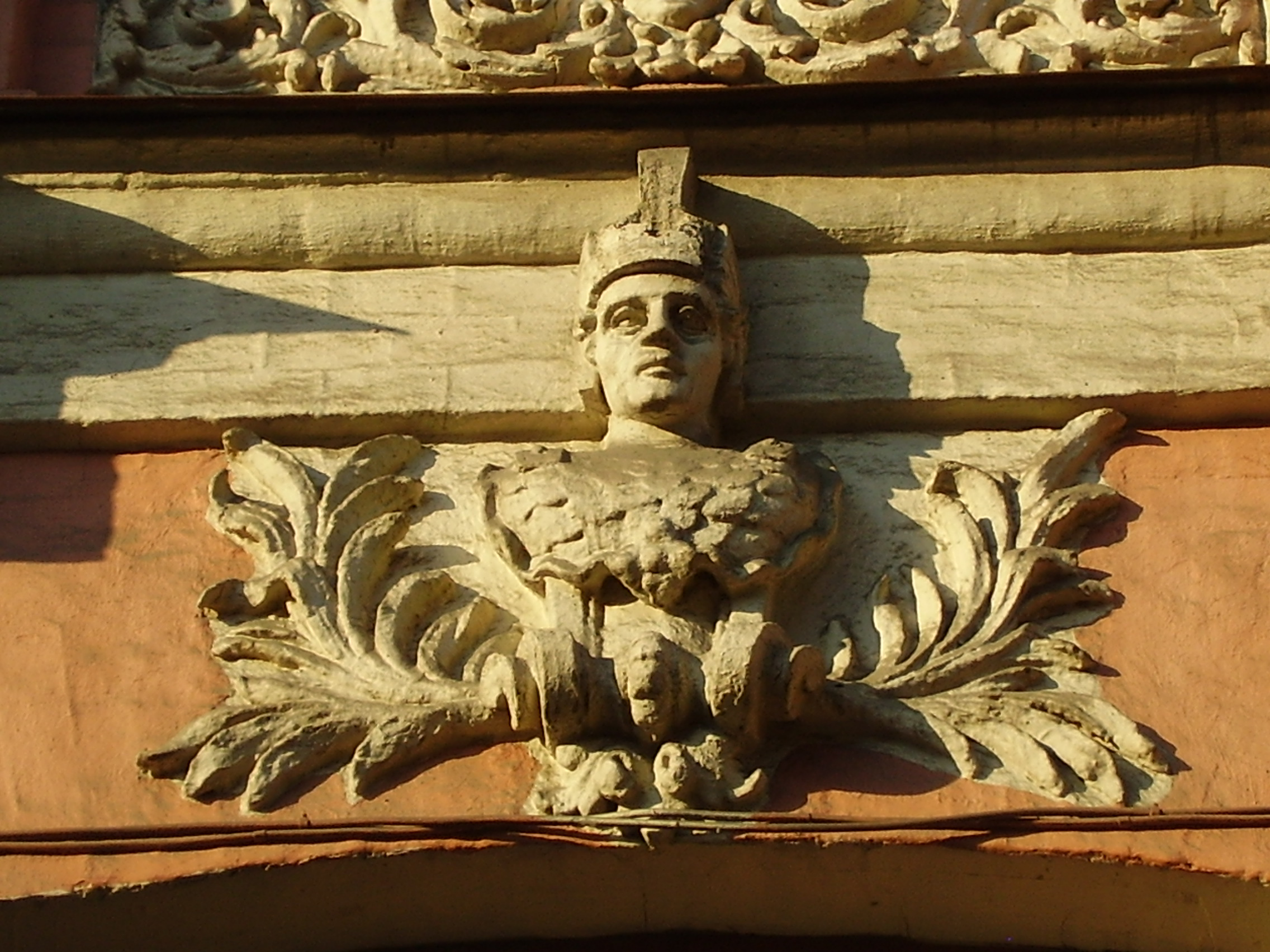
Замковий камінь у вигляді лицаря. Будинок на вулиці Саксаганського 84/86